# Castillon-du-Gard
Castillon-du-Gard é uma comuna francesa na região administrativa de Occitânia, no departamento de Gard. Estende-se por uma área de 17,38 km². Em 2010 a comuna tinha 1 753 habitantes (densidade: 100,9 hab./km²).